# Island Pond
Island Pond és una concentració de població designada pel cens dels Estats Units a l'estat de Vermont. Segons el cens del 2000 tenia 849 habitants.

## Demografia
Segons el cens del 2000, Island Pond tenia 849 habitants, 374 habitatges, i 228 famílies. La densitat de població era de 78,4 habitants per km².
Per edats la població es repartia de la següent manera: un 24% tenia menys de 18 anys, un 8,7% entre 18 i 24, un 22,6% entre 25 i 44, un 25,3% de 45 a 60 i un 19,3% 65 anys o més.
L'edat mediana era de 42 anys. Per cada 100 dones de 18 o més anys hi havia 89,1 homes.
La renda mediana per habitatge era de 25.547 $ i la renda mediana per família de 31.250 $. Els homes tenien una renda mediana de 25.577 $ mentre que les dones 23.542 $. La renda per capita de la població era de 13.207 $. Entorn del 14,9% de les famílies i el 19,4% de la població estaven per davall del llindar de pobresa.